# 1156 Kira
1156 Kira је астероид главног астероидног појаса са средњом удаљеношћу од Сунца која износи 2,237 астрономских јединица (АЈ).
Апсолутна магнитуда астероида је 12,4 а геометријски албедо 0,327.